# Aero Designs
Aero Designs là một nhà sản xuất máy bay Hoa Kỳ đặt trụ sở tại San Antonio, Texas. Công ty này chuyên về thiết kế và sản xuất bộ kit máy bay bằng composite.
Mẫu thiết kế duy nhất của công ty có tên là Aero Designs Pulsar sau đó được sản xuất bởi công ty Skystar Aircraft ở Nampa, Idaho và sau là bởi Pulsar Aircraft ở El Monte, California. Mỗi nhà sản xuất sau lại cho ra đời các biến thể mới.

## Máy bay
| Tên mẫu máy bay        | Chuyến bay đầu | Số lượng sản xuất | Kiểu                                                      |
| ---------------------- | -------------- | ----------------- | --------------------------------------------------------- |
| Aero Designs Pulsar    | 1985           |                   | Máy bay hai chỗ ngồi bằng composite ráp theo kit          |
| Aero Designs Pulsar XP | 1992           |                   | Máy bay hai chỗ ngồi bằng composite ráp theo kit cải tiến |